# Richtungskosinus

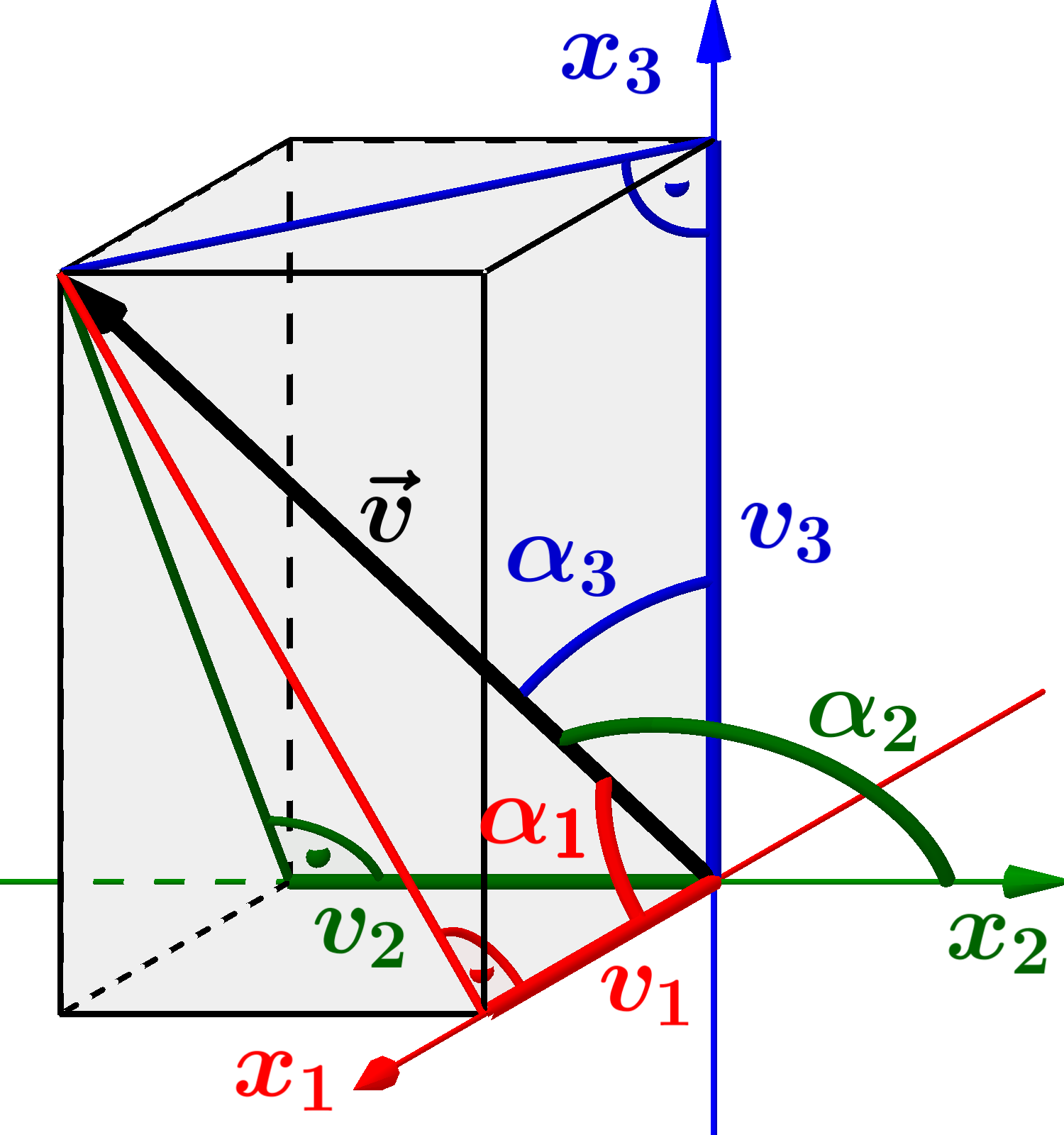
Vektor mit den Richtungswinkeln,,.

In der Vektorrechnung sind die Richtungskosinus eines Vektors des euklidischen Raums {\displaystyle \mathbb {R} ^{3}} die Kosinuswerte seiner Richtungswinkel, also der Winkel zwischen dem Vektor und den drei Standardbasisvektoren {\displaystyle {\vec {e}}_{1}}, {\displaystyle {\vec {e}}_{2}}, {\displaystyle {\vec {e}}_{3}}.

## Eigenschaften
Für den Vektor {\displaystyle {\vec {v}}={\begin{pmatrix}v_{1}\\v_{2}\\v_{3}\end{pmatrix}}} sind die Richtungskosinus
{\displaystyle \cos \alpha _{1}={\frac {{\vec {v}}\cdot {\vec {e}}_{1}}{|{\vec {v}}|\,|{\vec {e}}_{1}|}}={\frac {v_{1}}{|{\vec {v}}|}}={\frac {v_{1}}{\sqrt {v_{1}^{2}+v_{2}^{2}+v_{3}^{2}}}}},
{\displaystyle \cos \alpha _{2}={\frac {{\vec {v}}\cdot {\vec {e}}_{2}}{|{\vec {v}}|\,|{\vec {e}}_{2}|}}={\frac {v_{2}}{|{\vec {v}}|}}={\frac {v_{2}}{\sqrt {v_{1}^{2}+v_{2}^{2}+v_{3}^{2}}}}},
{\displaystyle \cos \alpha _{3}={\frac {{\vec {v}}\cdot {\vec {e}}_{3}}{|{\vec {v}}|\,|{\vec {e}}_{3}|}}={\frac {v_{3}}{|{\vec {v}}|}}={\frac {v_{3}}{\sqrt {v_{1}^{2}+v_{2}^{2}+v_{3}^{2}}}}},
wie auch aus den farbigen Dreiecken in der nebenstehenden Abbildung abgelesen werden kann. Umgekehrt kann {\displaystyle {\vec {v}}} durch seinen Betrag und die Richtungskosinus ausgedrückt werden,
{\displaystyle {\vec {v}}=|{\vec {v}}|{\begin{pmatrix}\cos \alpha _{1}\\\cos \alpha _{2}\\\cos \alpha _{3}\end{pmatrix}}}.
Wenn dies durch {\displaystyle |{\vec {v}}|} dividiert wird, zeigt sich, dass die Richtungskosinus gerade die Komponenten des Einheitsvektors {\displaystyle {\vec {e}}_{v}} in Richtung von {\displaystyle {\vec {v}}} sind,
{\displaystyle {\vec {e}}_{v}={\frac {\vec {v}}{|{\vec {v}}|}}={\begin{pmatrix}\cos \alpha _{1}\\\cos \alpha _{2}\\\cos \alpha _{3}\end{pmatrix}}}.
Wegen {\displaystyle |{\vec {e}}_{v}|=1} ist
{\displaystyle \cos ^{2}\alpha _{1}+\cos ^{2}\alpha _{2}+\cos ^{2}\alpha _{3}=1}.
Da die Richtungswinkel auf den Bereich zwischen {\displaystyle 0} und {\displaystyle \pi } beschränkt sind und der Kosinus in diesem Intervall umkehrbar ist, sind mit den Richtungskosinus auch die drei Richtungswinkel gegeben.